# Myrmarachne lulengensis
Myrmarachne lulengensis là một loài nhện trong họ Salticidae.
Loài này thuộc chi Myrmarachne. Myrmarachne lulengensis được Carl Friedrich Roewer miêu tả năm 1965.